# Elaia Torrontegui
Elaia Torrontegui (22 febbraio 1981) è un'ex taekwondoka spagnola.

## Palmarès
- Europei

San Pietroburgo 2010: argento nei 46 kg;
Manchester 2012: argento  nei 46 kg.